# Інгрід Крістіансен
Інгрід Крістіансен (норв. Ingrid Kristiansen; дошлюбне прізвище — Крістенсен (норв. Christensen); нар. 21 березня 1956) — норвезька легкоатлетка, яка спеціалізувалася на бігу на довгі дистанції та марафонському бігу.

## Спортивні досягнення
Посіла 4-е місце в олімпійських змаганнях з марафонського бігу (1984). Учасниця олімпійських змагань з бігу на 10000 метрів (1988), на яких не змогла фінішувати у фінальному забігу.
Чемпіонка світу з бігу на 10000 метрів (1987). Бронзова призерка чемпіонату світу з бігу на 3000 метрів (1980). Фіналістка (7-е місце) змагань з бігу на 10000 метрів на чемпіонаті світу (1991).
Дворазова чемпіонка світу серед жінок з шосейного бігу на 15 кілометрів (1987, 1988).
Чемпіонка світу з кросу (1987). Дворазова бронзова призерка чемпіонатів світу з кросу (1985, 1987).
Була другою в бігу на 10000 метрів на Кубку світу (1989).
Чемпіонка Європи з бігу на 10000 метрів (1986). Бронзова призерка чемпіонату Європи з марафонського бігу (1982). Також посіла у змаганнях з бігу на 3000 метрів на чемпіонатах Європи 8-е місце у 1982 та 10-е місце у 1978.
Переможниця Лондонського марафону (1984, 1985, 1988). Переможниця Чиказького марафону (1986). Переможниця Бостонського марафону (1986, 1989). Переможниця Нью-Йоркського марафону (1989). Переможниця Стокгольмського марафону (1980, 1981, 1982). Переможниця Г'юстонського марафону (1983, 1984).
Багаторазова чемпіонка Норвегії:
- 4 титули з бігу на 1500 метрів (1980, 1981, 1985, 1986);
- 4 титули з бігу на 3000 метрів (1977, 1982, 1984, 1985);
- 3 титули з бігу на 5000 метрів (1982, 1989, 1991);
- 3 титули з напівмарафону (1987, 1994, 1995);
- 3 титули з кросового бігу на 10 км (1978, 1979, 1992).

Чемпіонка Норвегії в приміщенні з бігу на 1500 метрів (1987).
Ексрекордсменка світу з бігу на 5000 метрів — 14.58,89 (1984) та 14.37,33 (1986).
Ексрекордсменка світу з бігу на 10000 метрів — 30.59,42 (1985) та 30.13,74 (1986).
Ексволодарка вищих світових досягнень на різних дистанціях шосейного бігу:
- 10 кілометрів  — 31.25 (1984);
- 15 кілометрів - 47.17 (1987);
- напівмарафон — 1:06.40 (1987);
- марафон — 2:21.06 (1985);
- екіден - 2:16.42 (1986).